# Şeytan Kalesi
Şeytan Kalesi (deutsch: Teufelsburg) ist die Ruine einer Burg in der Provinz Ardahan im Nordosten der Türkei nahe der Grenze zu Georgien. Die Burg liegt wenige Kilometer von dem Dorf Çıldır entfernt. Die Lage am Rand des steilen Karaçay-Tals stellte einen zusätzlichen Schutz der Burg dar.
Es wird vermutet, dass die Burg zur Zeit des Urartäischen Reiches erbaut wurde. Zur Zeit der Erbauung war das Tal vermutlich ein wichtiger Handelsweg, der durch die Burg kontrolliert werden konnte.
Von der Burg führt eine Treppe zum Bach hinunter, außerdem gibt es eine Wasserzisterne und die Überreste einer Kapelle. Im Jahr 2024 wurde bekanntgegeben, dass Restaurierungsarbeiten durchgeführt werden sollen, um das touristische Potential besser ausschöpfen zu können.